# Friedhofskirche (Wuppertal)

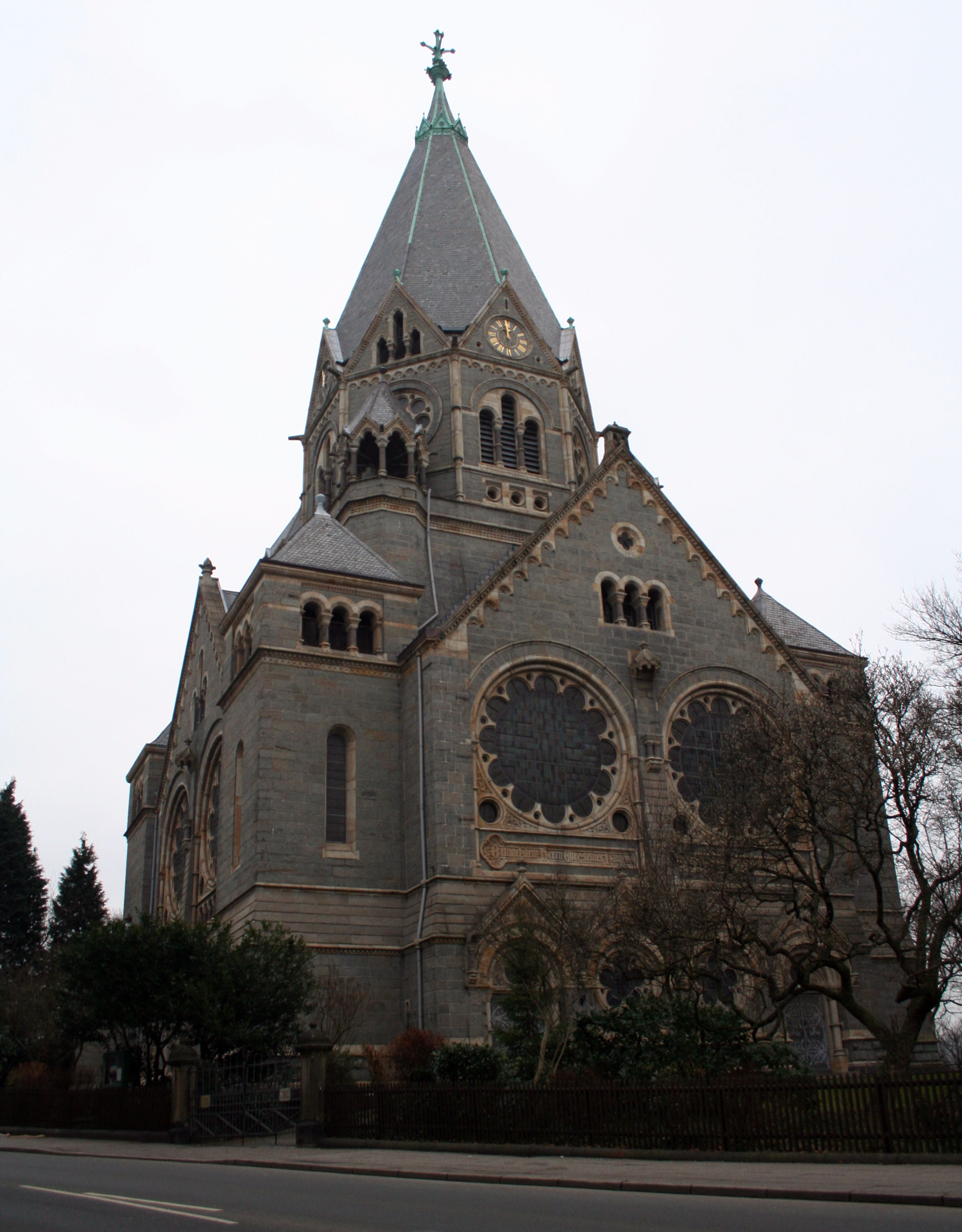
Ansicht von Süden

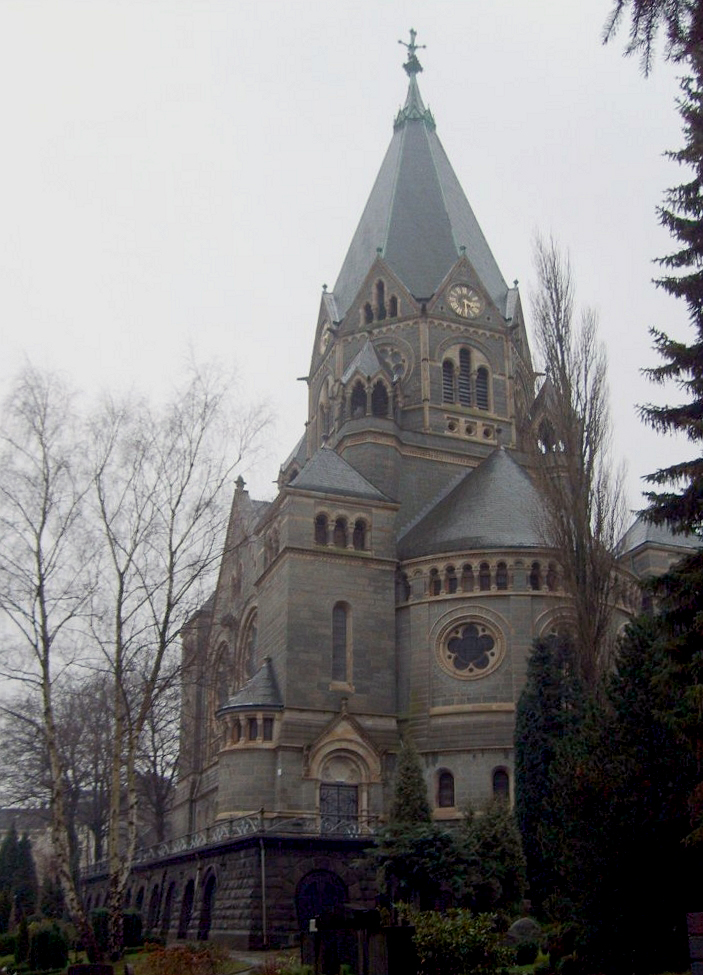
Ansicht von Nordwesten

Die Friedhofskirche (ursprünglich 3. Kirche) in Elberfeld ist eine der größten Kirchen Wuppertals und das drittälteste für die Reformierte Kirche in Elberfeld gebaute Gotteshaus. An ihr amtierten bedeutende reformierte Pfarrer wie der Moderator des Reformierten Bundes Hermann Albert Hesse oder der Kirchenhistoriker Hermann Klugkist Hesse. Mit 1.020 Sitzplätzen ist sie nach der Konstantinbasilika Trier die zweitgrößte evangelische Kirche im Rheinland.

## Hintergrund
Die Einweihung der katholischen Laurentiuskirche im Jahr 1835 hatte einen deutlichen städtebaulichen Akzent gesetzt und die schwindende Vormacht der reformierten Kirche in Elberfeld dokumentiert. Auch die 1858 eingeweihte Neue reformierte Kirche für den Elberfelder Westen konnte ihr den Rang als Hauptkirchenbau nicht ablaufen. Elberfeld wuchs nach Norden, den Berg hinauf, so dass für das damals neue Wohngebiet der Nordstadt eine dritte Kirche geboten schien. Der das Stadtbild dominierende geplante Standort auf dem Dorrenberg sowie eine gewisse Monumentalität (insbesondere ein monumentaler Turm wurde gewünscht) waren erklärtes Ziel der Kirchenbau-Kommission der Gemeinde. Außerdem gab es diverse Anforderungen an den Innenraum, die unter anderem zu der theatralischen Anordnung von Altar, Kanzel, Presbyterium und Orgel vor der Gemeinde und zur Ausrichtung der Kirche nach Norden führten. Als Architekt wurde der renommierte Johannes Otzen gewählt, der den Bauauftrag unmittelbar nach Veröffentlichung des Wiesbadener Programms erhielt und damit ältere Pläne der Elberfelder Architekten Plange und Hagenberg verdrängte, die später teilweise in der Elberfelder lutherischen Christuskirche verwirklicht wurden. Otzen entwarf einen Zentralbau mit ‚Fernwirkung‘, der sich deutlicher als die Wiesbadener Ringkirche auch im Äußeren als solcher darstellte. Für das Äußere bediente er sich spätromanischer Bauelemente. Auch der massive Turm über der Vierung knüpft an romanische Vorbilder an (siehe zum Beispiel Groß St. Martin in Köln). Für die Bemalung der Innenwände war Otto Berg verantwortlich, der meistens mit Otzen zusammenarbeitete.

## Geschichte
Die Gemeinde begegnete dem geplanten Prunkbau mit zwiespältigen Gefühlen: Einige Mitglieder lehnten den Bau ab und plädierten stattdessen für vier kleine Bethäuser an den Ecken der Stadt. Der Gemeinderat setzte sich jedoch durch, und der Bau wurde im Mai 1894 begonnen. Bauleiter für das Gebäude, das insgesamt 472.883,72 Mark kostete, war der Elberfelder Architekt Adolf Cornehls, die Einweihung erfolgte am 1. März 1898.

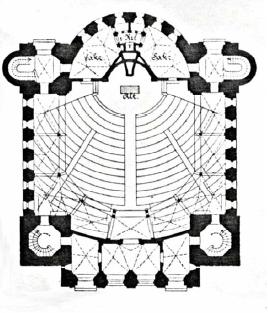
Grundriss des Erdgeschosses

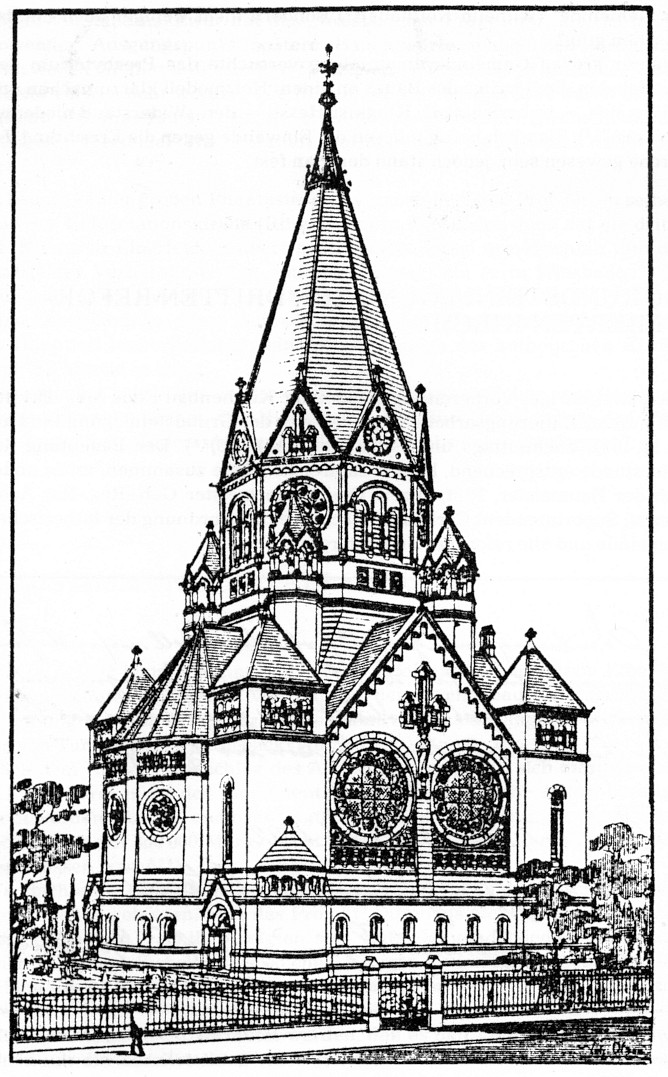
Skizze des Architekten von 1892

## Architektur
Die Friedhofskirche ist auf dem Grundriss eines Griechischen Kreuzes errichtet. Der mächtige zentrale achteckige Turm (64 Meter) erhebt sich hinter den Dächern der vier kurzen Kreuzarme, in ihren Ecken befinden sich vier wenig gegliederte, quadratische Treppentürme, die das Kreuz zu einem annähernd quadratischen Grundriss ergänzen und dem Gesamtbau etwas Blockhaftes verleihen. Zwischen ihnen und dem Zentralturm vermitteln vier kleine, ebenfalls achteckige Tabernakeltürmchen. Aus dem insgesamt quadratischen Grundriss ragen der südöstliche Kreuzarm, der mit vier Portalen als Haupteingang fungiert, und die Konche des nordwestlichen Armes, in der sich die Orgelempore befindet. Sie zeigt eine Zwerggalerie über drei Rundfenstern, die Fassaden der übrigen drei Arme haben je zwei große Fensterrosen. Der Außenbau ist weitgehend mit Grauwacke vermauert, die gliedernden und bauplastischen Elemente sind aus hellem Sandstein. Über dem durch kleine Rundbogenfenster beleuchteten Sockelgeschoss umzieht auf Höhe der Emporen ein waagrechtes Band aus fünf einander überlappenden Quaderlagen das gesamte Gebäude. Das nach Norden zum Friedhof hin abfallende Gelände wurde durch eine Terrasse auf das Straßenniveau aufgestockt, im Sockelgeschoss sind an der Nordseite Bestattungsgrüfte eingelassen.

## Ausstattung

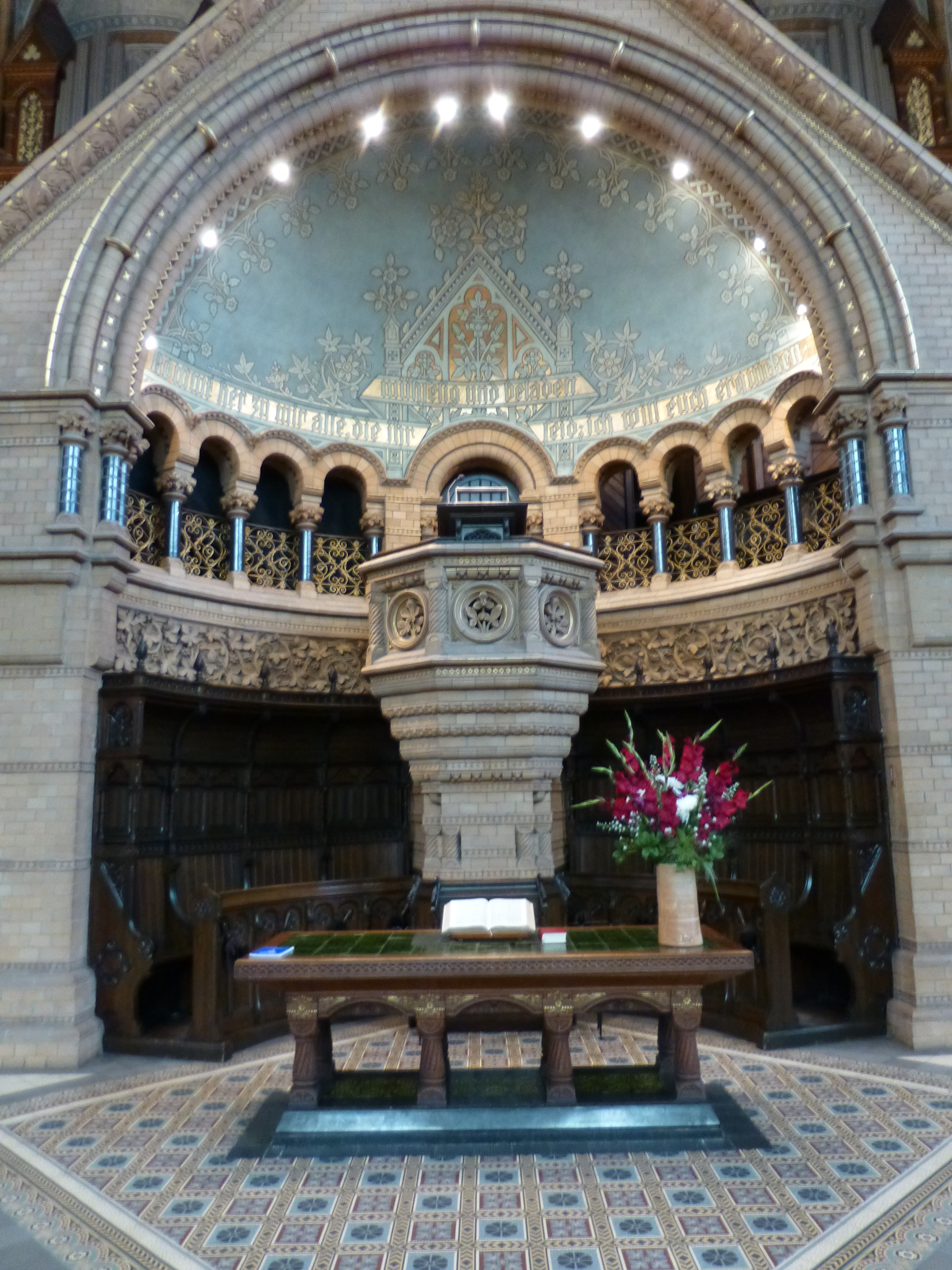
Blick auf Kanzel und Altar

Das mit gelblichen Ziegeln verblendete Innere des Gebäudes weist die Kirche als Predigtkirche aus: Die Kanzel befindet sich hinter dem Altar in der Mitte vor der Orgelempore in einer Apsis in der Wand, die auch als Schallnische fungierte. Auf der Orgelempore waren auch die Plätze für das Presbyterium. Im Erdgeschoss sind die Bänke in konzentrischen Kreissegmenten um Kanzel und Altar ausgerichtet, darüber befinden sich drei miteinander verbundene Emporen, deren mittlere für den Chor benutzt wurde, da die Orgelempore gegenüber für den Chor der Gemeinde zu klein war. Die Kirche hat 1.020 Sitzplätze. Unter der Orgelempore befinden sich die Sakristei sowie ein Chorraum. Heute ist die Friedhofskirche eine von fünf Gottesdienststätten der Evangelischen Kirchengemeinde Elberfeld-Nord.
Die von der Glasmalereianstalt Ferdinand Müller in Quedlinburg gefertigten schmuckvollen originalen Verglasungen wurden bis auf die Fenster hinter der Orgel und einige kleine Fenster in Nebenräumen bei Luftangriffen britischer Bomberverbände im Juni 1943 zerstört. Im Jahr 1946 wurden alle betroffenen Fensteröffnungen mit Provisorien aus schwachfarbigem Kathedralglas in Rechteckverbleiung verschlossen, die im Laufe der Jahre schadhaft wurden. Infolge eines Gestaltungswettbewerbes konnte in den Jahren 2008 bis 2017 das von dem Künstler Günter Grohs entworfene Fensterkonzept schrittweise und komplett durch die Glaswerkstätten F. Schneemelcher, Quedlinburg, realisiert werden. Die schriftlichen Zitate im Zentrum der großen Fensterrosen entsprechen in besonderer Weise der gebotenen „bildlosen“ Tradition in evangelisch-reformierten Kirchen.

## Orgel

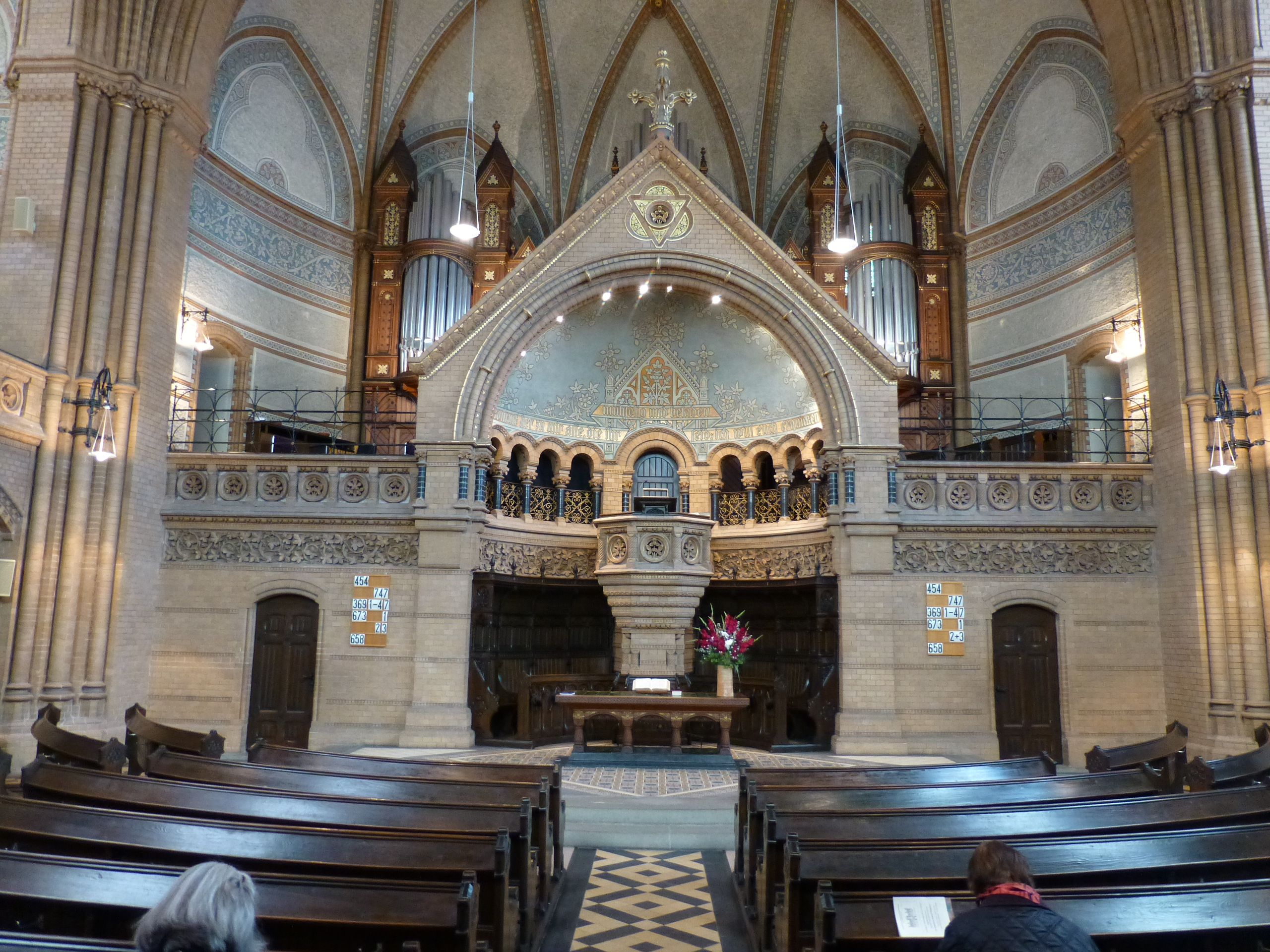
Sauer-Orgel

Da die Friedhofskirche bis auf die Fenster im Zweiten Weltkrieg unzerstört blieb, entspricht die Ausstattung weitestgehend dem Originalzustand. Hierzu gehört auch die romantische Orgel von Wilhelm Sauer (Frankfurt/Oder), die 1898 als Opus 731 eingebaut wurde. Der Architekt Otzen entwarf auch den breit angelegten, neunachsigen Prospekt, der von drei überhöhten Rundtürmen geprägt wird. Die beiden Seitentürme werden von zwei Prospektträgern mit Dreiecksgiebel flankiert. Zwischen den Türmen sind je drei kleine Flachfelder angebracht, die mit einem Dreiecksgiebel abschließen. Das Instrument mit mechanischen Kegelladen verfügt über 30 Register, die auf zwei Manuale und Pedal verteilt sind. Es wurde 1994/1995 von Orgelbau Kreienbrink restauriert, die sechs verlorene Register rekonstruierten und den ursprünglichen Zustand wiederherstellten. Eine weitere Restaurierung erfolgte durch die Berliner Orgelbauwerkstatt Karl Schuke im Jahre 2010, nachdem Schimmelbefall aufgetreten war. Sie umfasste eine vollständige Reinigung aller Einzelteile sowie Wartungsarbeiten.  Die Disposition lautet wie folgt:
| I Hauptwerk C–f3 |            |
| Principal        | 16′        |
| Principal        | 08′        |
| Gedackt          | 08′        |
| Viola di Gamba   | 08′ R      |
| Flûte Harmonique | 08′        |
| Gemshorn         | 08′        |
| Octave           | 04′        |
| Rohrflöte        | 04′        |
| Cornett III–IV   |            |
| Rauschquinte II  | 2 ⁄3′ + 2′ |
| Mixtur III       |            |
| Trompete         | 08′        |

| II Schwellwerk C–f3 |     |   |
| Bordun              | 16′ |   |
| Principal Amabile   | 08′ |   |
| Rohrflöte           | 08′ |   |
| Konzertflöte        | 08′ |   |
| Schalmei (labial)   | 08′ |   |
| Aeoline             | 08′ | R |
| Voix Céleste        | 08′ | R |
| Fugara              | 04′ | R |
| Flauto Dolce        | 04′ |   |
| Progressio II–III   |     | R |

| Pedal C–d1  |         |
| Principal   | 16′     |
| Violon      | 16′     |
| Subbaß      | 16′     |
| Quintbaß    | 10 2⁄3′ |
| Principal   | 08′     |
| Gedacktbaß  | 08′     |
| Violoncello | 08′ R   |
| Posaune     | 16′     |

R = 1994/1995 rekonstruiert
- Koppeln: II/I, I/P, II/P
- Spielhilfen: 2 freie Kombinationen, Tutti, Walze